# Éraville
Éraville és un municipi francès situat al departament del Charente i a la regió de la Nova Aquitània. L'any 20107 tenia 216 habitants.

## Demografia
El 2007 hi havia 75 famílies de les quals 29 eren unipersonals.

## Economia
El 2007 la població en edat de treballar era de 115 persones, 85 de les quals eren actives i 30 eren inactives. De les 85 persones actives 82 estaven ocupades (46 homes i 36 dones) i 3 estaven aturades (1 home i 2 dones). De les 30 persones inactives 11 estaven jubilades, 7 estaven estudiant i 12 estaven classificades com a «altres inactius».
El 2009 a Éraville hi havia 87 unitats fiscals que integraven 197,5 persones, i la mediana anual d'ingressos fiscals per persona era de 17.271 €.
Dels 8 establiments que hi havia el 2007, 2 eren d'empreses de construcció, 2 d'empreses de comerç i reparació d'automòbils, 1 d'una empresa de transport, 2 d'empreses de serveis i 1 d'una empresa classificada com a «altres activitats de serveis».
Dels 2 establiments de servei als particulars que hi havia el 2009, 1 era una lampisteria i 1 electricista. L'any 2000 a Éraville hi havia 20 explotacions agrícoles que ocupaven un total de 612 hectàrees.